# Patella ferruginea
Patella ferruginea Gmelin, 1791 è un mollusco gasteropode della famiglia Patellidae endemico del Mediterraneo occidentale, considerato uno degli invertebrati più minacciati in questa regione geografica.
Non ha un nome comune stabilito, data la sua attuale scarsità al largo delle coste italiane. Si propone quindi l'utilizzo del nome comune per la specie di "patella ferruginosa", poiché il suo nome scientifico di ferruginea si riferisce al colore bruno, rugginoso o "ferruginoso" ["Che contiene ferro: acqua f.; Dizionario di Italiano]  che spesso presenta la conchiglia.

## Descrizione

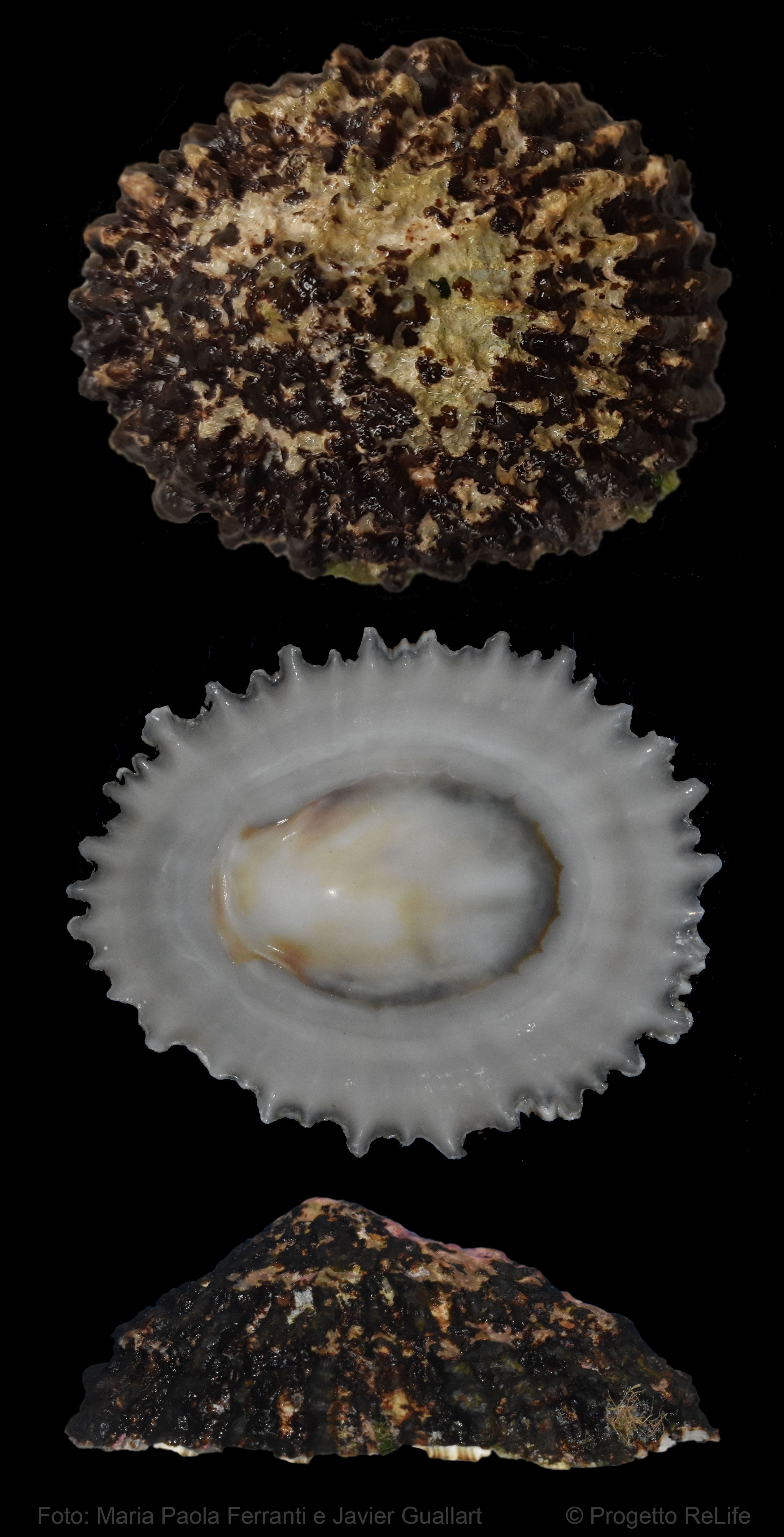
Conchiglia di Patella ferruginea proveniente dall’AMP Tavolara-Capo Coda Cavallo, Nord Sardegna (Italia)

Si distingue dalle altre patelle mediterranee per la sua conchiglia ampia e robusta e per le fitte e alte costolature che presenta, e che determinano un bordo molto sinuoso. Le costolature sono generalmente nodulari e alquanto irregolari, sebbene la superficie della conchiglia possa spesso essere erosa e presentare organismi epibionti, come cirripedi ed alghe, che ne modificano l'aspetto.
Il colore esterno della conchiglia negli esemplari puliti è da marrone a rugginoso (da cui il nome) e bianco marmorizzato all'interno, con un'area centrale scura (impressione muscolare) e un bordo interno marrone scuro. Il piede degli esemplari adulti è giallo-arancione alla base e grigio scuro ai lati. Anche la regione cefalica è di colore scuro, evidenziando i tentacoli nerastri.

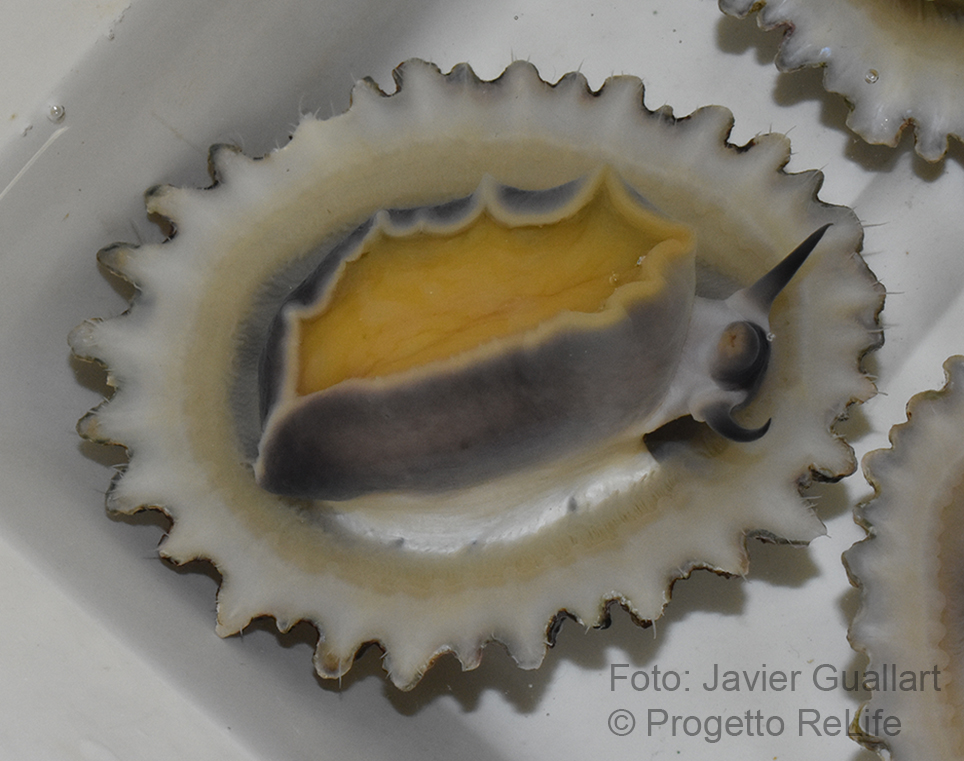
Esemplare adulto di P. ferruginea in visione ventrale

La conchiglia dei giovani di meno di 20 mm è molto caratteristica, con una forma molto appiattita e un piccolo numero di spesse costolature che si estendono lungo il bordo, dandogli un contorno stellato; il suo colore di fondo è terroso biancastro con spesse strisce concentriche scure, che si innalzano sopra le costolature.

## Biologia
La dieta di P. ferruginea è poco conosciuta ma sembra essere costituita principalmente dal “biofilm” di cianobatteri epi- ed endolitici e, in misura minore, diatomee e piccoli propaguli algali. L'attività di alimentazione della patella sembra molto efficiente; si muove molto lentamente, e muove alternativamente la testa e il corpo avanti e indietro in modo tale da eseguire una scansione completa a zig-zag della superficie di alimentazione.
Gli adulti sono molto sedentari e si spostano solo per brevi distanze per nutrirsi, cosa che tendono a fare quando sono bagnati dalle onde, preferibilmente durante l'alta marea e di notte. Quando gli esemplari terminano la loro attività di alimentazione, ritornano nello stesso luogo di riposo ("homing behaviour"). Per questo motivo ogni esemplare lascia un segno, "impronta" o "marca" sulla roccia, poiché un alone di alghe calcaree cresce nello spazio tra la pianta del piede e il bordo della conchiglia. .
La robustezza della sua conchiglia e la forza di adesione del suo piede proteggono inizialmente la specie da molti predatori, soprattutto nella sua fase adulta. Tra i predatori noti si annoverano i granchi Eriphia verrucosa e Pachygrapsus marmoratus, oltre al gasteropode Stramonita haemastoma, che è in grado di perforare il guscio anche degli adulti fino a circa 60 mm DM.
La patella ferruginosa è considerata una specie longeva e di lenta crescita, non raggiunge la maturità sessuale fino alla fine del secondo anno di vita ed è certo che può superare i 10 anni. Alcuni autori hanno suggerito che potrebbe raggiungere anche i 35 anni, sebbene siano necessari più dati per verificare questo aspetto.
Ci sono state alcune polemiche sulla modalità di riproduzione di Patella ferruginea. Vi è una marcata segregazione dei sessi per taglia: tra i 25 ed i 40 mm di lunghezza tutti gli esemplari sono maschi e, da lì, la proporzione di femmine cresce progressivamente fino a diventare più abbondante tra i gruppi più grandi. Questi dati suggerivano che fosse una specie con ermafroditismo proterandrico. Risultati recenti hanno permesso di verificare il cambio di sesso negli esemplari, anche se non solo da maschio a femmina, come si ipotizzava, ma anche in senso inverso, da femmina a maschio.
Tuttavia, i fattori che determinano il cambio di sesso negli esemplari e il suo ruolo nelle dinamiche delle loro popolazioni deve essere ancora determinato. 
Il ciclo riproduttivo si concentra solo su una piccola parte dell'anno (da agosto a novembre), mentre il resto dell'anno presenta un completo riposo sessuale. La deposizione delle uova avviene alla fine di novembre, apparentemente sincronizzata dai temporali. L'insediamento dei giovani avviene dopo una breve fase larvale natante e avviene nello stesso habitat degli adulti. Sebbene i piccoli giovani si trovino spesso sulla conchiglia degli adulti, ciò non sembra indicare che si siano insediati su di essi: i giovani possono spostarsi sulle conchiglie degli adulti per evitare la competizione per il substrato con loro. Non si conosce ancora la maggior parte degli aspetti legati alla vita larvale nell'ambiente naturale, come la capacità di dispersione, la posizione nella colonna d'acqua, o i fattori che inducono le larve ad iniziare la metamorfosi. 
All'inizio del 2012, un team spagnolo di ricercatori è riuscito per la prima volta a ottenere giovani di questa specie mediante riproduzione in laboratorio. Questi risultati, oltre a descrivere le fasi del loro sviluppo larvale e valutare la durata della fase larvale (si è osservato che le larve possono avere la capacità di nuotare per più di una settimana) possono essere di grande importanza per i futuri lavori di recupero delle popolazioni di questa specie.

## Distribuzione e habitat
Attualmente Patella ferruginea è limitata alle coste del Nord Africa, tra lo Stretto di Gibilterra (Ceuta) e Capo Bon e l'isola di Zembra (Tunisia), ad alcuni punti della Spagna meridionale (coste dell'Andalusia e di Murcia), l'isola di Alboran, le coste occidentali della Corsica e del nord Sardegna e l'isola di Pantelleria, nel canale di Sicilia. Sulle coste francesi e italiane della terraferma la specie sembra essersi definitivamente estinta oggi, anche se recentemente sono stati registrati diversi esemplari lungo la costa ligure italiana
. Le popolazioni della Corsica e della Sardegna sembrano essere in regressione..
Sulle coste peninsulari spagnole era estesa fino a tempi molto recenti, dal settore peninsulare che va dalla zona dello Stretto di Gibilterra a Cabo de Gata, sebbene le sue popolazioni si siano frammentate, decimate e progressivamente scomparse. Al momento, si stima che ci possano essere solo qualche migliaia di esemplari distribuiti in tutta la costa andalusa, che potrebbero non diventare nuclei riproduttivi. 
.
È invece sulle coste nordafricane dove sono ancora presenti popolazioni in buono stato di P. ferruginea. A Melilla 
 e Ceuta sono presenti numeri importanti, sebbene nelle isole Chafarinas si trovino le popolazioni migliori. Un arcipelago vicino, le Isole Habibas, in Algeria, è un'altra enclave privilegiata per la specie. Buone popolazioni sono state descritte anche sull'isola di Zembra (Tunisia).
Vive su substrati rocciosi della fascia mesolitorale superiore, prediligendo superfici di media inclinazione e in zone esposte al moto ondoso, ma non eccessivamente. Di solito si trova nell'area di copertura dei balani Chthamalus spp. e sopra la fascia del Dendropoma lebeche (che coincide con il livello medio del mare) e le cinture di alghe rinofitiche, che segnano il mesolitorale inferiore.

## Conservazione
Le conchiglie di Patella ferruginea compaiono frequentemente negli strati tirrenici e costituiscono uno degli elementi più caratteristici dei accumuli di conchiglie dal Paleolitico al Neolitico dell'intero bacino del Mediterraneo occidentale. Ciò indica che sono state consumate dall'uomo sin dai tempi antichi. Si pensa che proprio a causa della pressione umana, la specie abbia subito un netto declino nel corso del XX secolo, soprattutto nel bacino del Mediterraneo settentrionale. Questo declino, forse anche accentuato dalle numerose azioni e opere sul litorale delle coste europee, continua oggi in modo allarmante e molte delle sue popolazioni sono sul punto di scomparire.
Tutto ciò ha fatto sì che questa patella comparisse in vari elenchi di specie minacciate europee (Allegato II della Convenzione di Berna, Allegato II della Convenzione di Barcellona, Allegato IV della Direttiva Habitat).